# Super Video Graphics Array
Super Video Graphic Array (スーパービデオグラフィックアレイ、SVGA) は、Super VGAの略称。VGAの上位互換のビデオ規格の総称である。転じて、初期のSVGAで有力であった800×600ピクセルの画面解像度の事を呼ぶようにもなった。

## 概要
「スーパーVGA」という名称の通り「VGAの上位互換のビデオ規格の総称」である。VGAの各画面モードに加え、1つでも追加の画面モード（画素数/色数）があれば全て「SVGA」と言える。例えば「VGAおよび 640×480ピクセル 256色」でも「VGAおよび800×600ピクセル 16色」でも「VGAおよび1280×1024ピクセル」でも、全てSVGAである。明示的にはVESAにより事後的に制定された定義に基づき、遡ってそれ以前から存在したVGA互換かつ上位のグラフィック・アダプタ（アレイ）もそう呼ばれるようになった。VESAによる定義より現在（執筆時点 2020年12月時点）におけるまで販売されているPC/AT互換機にチップセット内蔵などで搭載、もしくは拡張カードとして販売されている表示回路は、すべてSVGAである。なお、類似の表示能力を持つJEGAはあくまでEGAの拡張であるため、またPC-9821シリーズもVGA互換ではないため、定義から外れる。
原義のVGAは最大640×480ピクセル 16色しか表示できなかった。まずはMS-DOSユーザーの中から高解像度を求める声が高まり、ソフトウェア的な手法で疑似的に表示限界を越える文字数の表示が行われるようになった。のちにMicrosoft Windowsの利用者が増加するとともに、抜本的な高解像度化・高性能化が求められた。そのため、各グラフィックコントローラメーカーから様々なビデオチップが開発され、ビデオカードに搭載されたのだが、それらはもっぱらWindowsを高解像度化、高速化するために用いられたためにウィンドウアクセラレータと称された。その際、メーカーが独自の拡張を施していったため、表示モードには非互換が生じ、デバイスドライバの作成はグラフィックコントローラやビデオカード製造者が別個に行うものであり、動作は必ずしも保証されなかった。
そのため、VESAによって画面のサイズや色数やリフレッシュレート変更手順、フレームバッファの開始アドレスやアクセス方法の違いをBIOSで吸収する事を目的としたVESA BIOS Extensionsが定められた。
なお、VESAにより定義された当初のSVGAにおける代表的な画面解像度が800×600ピクセルであったため、転じて「SVGAとは800×600ピクセル解像度のこと」という意味でも広く使われている。だが正確には、800×600ピクセルであってもVGA互換でないものはSVGAではなく、640×480ピクセルであっても256色同時表示できるのであればSVGAであるし、1024×768ピクセル（広義の意味で俗にXGAとも称される）や1280×1024ピクセルであってもVGAとの互換性を有しているなら広義のSVGAに含まれる。